# Domingos da Guia
Domingos Antônio da Guia  (1912. november 19.  Rio de Janeiro, – 2000. május 18. Rio) brazil labdarúgó volt.
Az 1938-as labdarúgó-világbajnokság négy mérkőzésén játszott Brazília színeiben. Minden idők egyik legjobb brazil védőjének tartják.

## Győzelmei
- Copa Río Branco: 1931, 1932
- Uruguayi labdarúgó-bajnokság: 1933
- Carioca (Rio de Janeiro állam) labdarúgó-bajnokság: 1934, 1939, 1942, 1943
- Argentin labdarúgó-bajnokság: 1935
- Roca Cup: 1945

### Egyéni elismerései
- FIFA Világbajnokság All-Star Team: 1938
- Copa América A bajnokság játékosa: 1945[10]